# 村井氏
村井氏（むらいし）は、武家・士族・華族だった日本の氏族。前田利家の重臣村井長頼を祖とし、江戸時代には加賀金沢藩の年寄八家の一つとなり、維新後には士族を経て華族の男爵家に列した。

## 歴史
平氏と称する。前田利家に仕えて諸戦に戦功をたて、織田信長や豊臣秀吉からも賞された村井長頼を祖とする。長頼は隠居する文禄元年（1592年）までに前田家で1万1200石を知行し、その子孫は江戸時代に加賀金沢藩で「八家」と呼ばれた家老家の一つとなり、1万6569石を食んだ。八家は陪臣ながら御三家家老などと同様に4名に官位（諸大夫成）が許されており、村井家も親長、長堅、長世の三人が従五位下豊後守に叙されている。
明治維新後には士族となった。明治17年（1884年）に華族が五爵制になった際に定められた『叙爵内規』の前の案である『爵位発行順序』所収の『華族令』案の内規（明治11年・12年頃作成）や『授爵規則』（明治12年以降16年頃作成）では万石以上陪臣が男爵に含まれており、村井家も男爵候補に挙げられているが、最終的な『叙爵内規』では旧万石以上陪臣は授爵対象外となったため結局村井家は士族のままだった。
明治15年・16年頃作成と思われる『三条家文書』所収『旧藩壱万石以上家臣家産・職業・貧富取調書』は、当時の当主村井恒（長在）について所有財産を金禄公債1万円、横浜正金銀行株金1000円、職業は旧金沢藩主前田利嗣家家令、貧富景況を相応と記している。
旧万石以上陪臣の叙爵が開始されていた時期である明治33年（1900年）5月9日、恒の孫長八郎が華族の男爵に叙せられた。長八郎は農商務省の官僚で各地の営林署長を歴任した。彼の代に村井男爵家の邸宅は東京市目黒区駒場町にあった。
長八郎の子長正は昭和天皇の侍従を務め、その後日本大学教授になった。